# Scobicia declivis
Scobicia declivis är en skalbaggsart som först beskrevs av Leconte 1860.  Scobicia declivis ingår i släktet Scobicia och familjen kapuschongbaggar. Inga underarter finns listade i Catalogue of Life.

## Bildgalleri

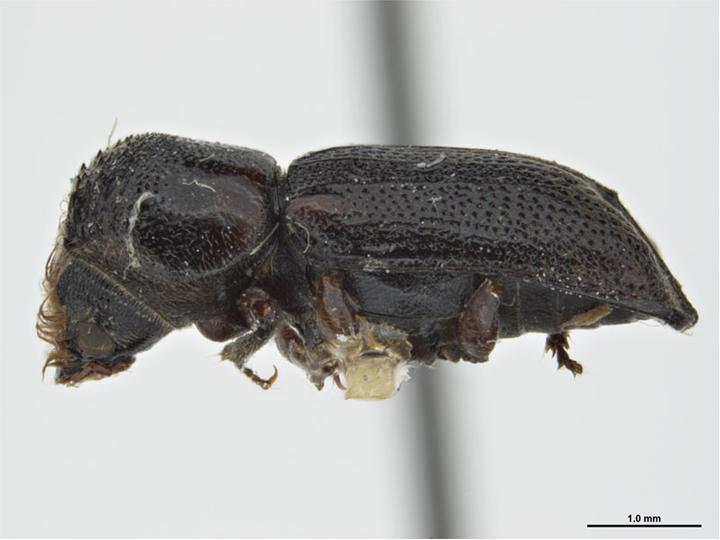